# Brevicoryne barbareae
Brevicoryne barbareae är en insektsart som beskrevs av Nevsky 1929. Brevicoryne barbareae ingår i släktet Brevicoryne och familjen långrörsbladlöss. Inga underarter finns listade i Catalogue of Life.